# پرداکسیوس
پرداکسیوس (به ایتالیایی: Perdaxius) یک کومونه در ایتالیا است که در استان کاربونیا-ایگلسیاس واقع شده‌است.

## خصوصیات
پرداکسیوس ۲۹٫۵ کیلومترمربع مساحت و ۱٬۴۶۶ نفر جمعیت دارد.